# 제노 데바스트
제노 쿤 데바스트(네덜란드어: Zeno Koen Debast, 2003년 10월 24일 ~ )는 벨기에의 축구 선수로, 현재 포르투갈 프리메이라리가의 클럽 스포르팅 CP에서 뛰고 있다. 포지션은 센터백이다.